# Фёрс, Джон Руперт
Джон Руперт Фёрс (англ. John Rupert Firth; 17 июня 1890 — 14 декабря 1960) — английский лингвист, специалист по общему языкознанию и фонологии, структурной лингвистике, функциональной стилистике, индологии, а также основоположник Лондонской лингвистической школы.

## Биография
Фёрс получил степень магистра в университете г. Лидса, с 1928 года преподавал в отделе фонетики Лондонского университета. К этому же времени относится его сотрудничество с известным антропологом Б. Малиновским, который выдвигал идеи о языке как разновидности социального поведения, о значении как употреблении языковых форм и о зависимости значения от особенностей коммуникативной ситуации. Идея Малиновского о том, что значение высказывания определяется контекстом ситуации, во многом повлияла на Дж. Р. Фёрса и его последователя основателя системно-функциональной лингвистики Майкла Халлидея. Фёрс подчеркивал, что «общее языкознание со всеми своими вспомогательными техническими приемами направлено, в конечном счете, на раскрытие значения во всем его многообразии в языке вообще и в языках, в частности»
Фёрс выступал за развитие междисциплинарных исследований лингвистики и социологии. Он предполагал, что «социологическая лингвистика является серьезным полем для будущих исследований», которые должны решать «очень сложную задачу описания и классификации типичных контекстов ситуации в контексте культуры, а во-вторых описания и классификации типов лингвистических функций в таких контекстах ситуации».

## Избранные публикации
- Speech (1930) London: Benn’s Sixpenny Library.
- The Tongues of Men (1937) London: Watts & Co.
- Papers in Linguistics 1934—1951 (1957) London: Oxford University Press.